# Calle de Quevedo

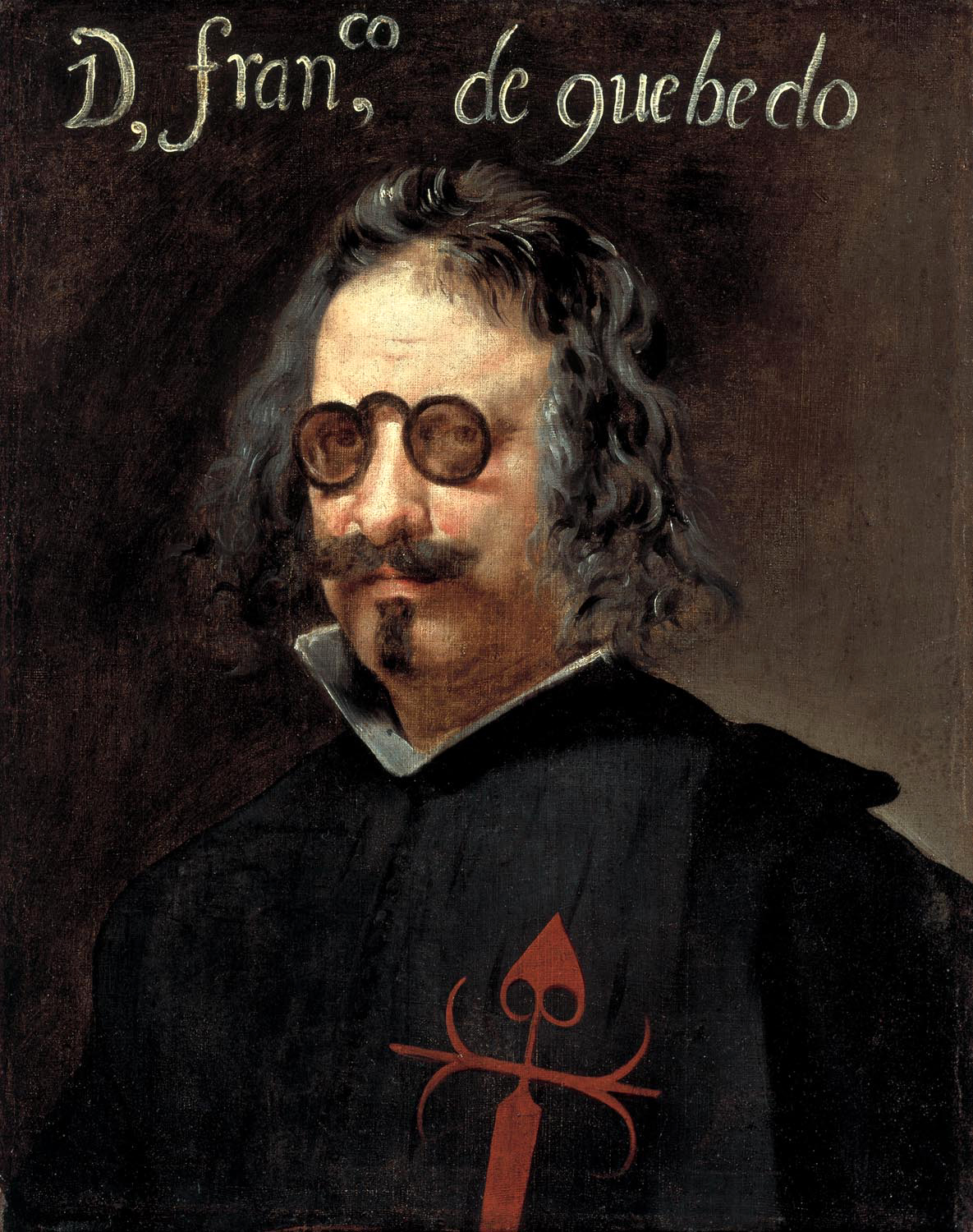
Retrato de Francisco de Quevedo, atribuido a Juan van der Hamen (o taller de Velázquez a partir de un original de Velázquez), hacia 1650. Instituto Valencia de Don Juan (Madrid).

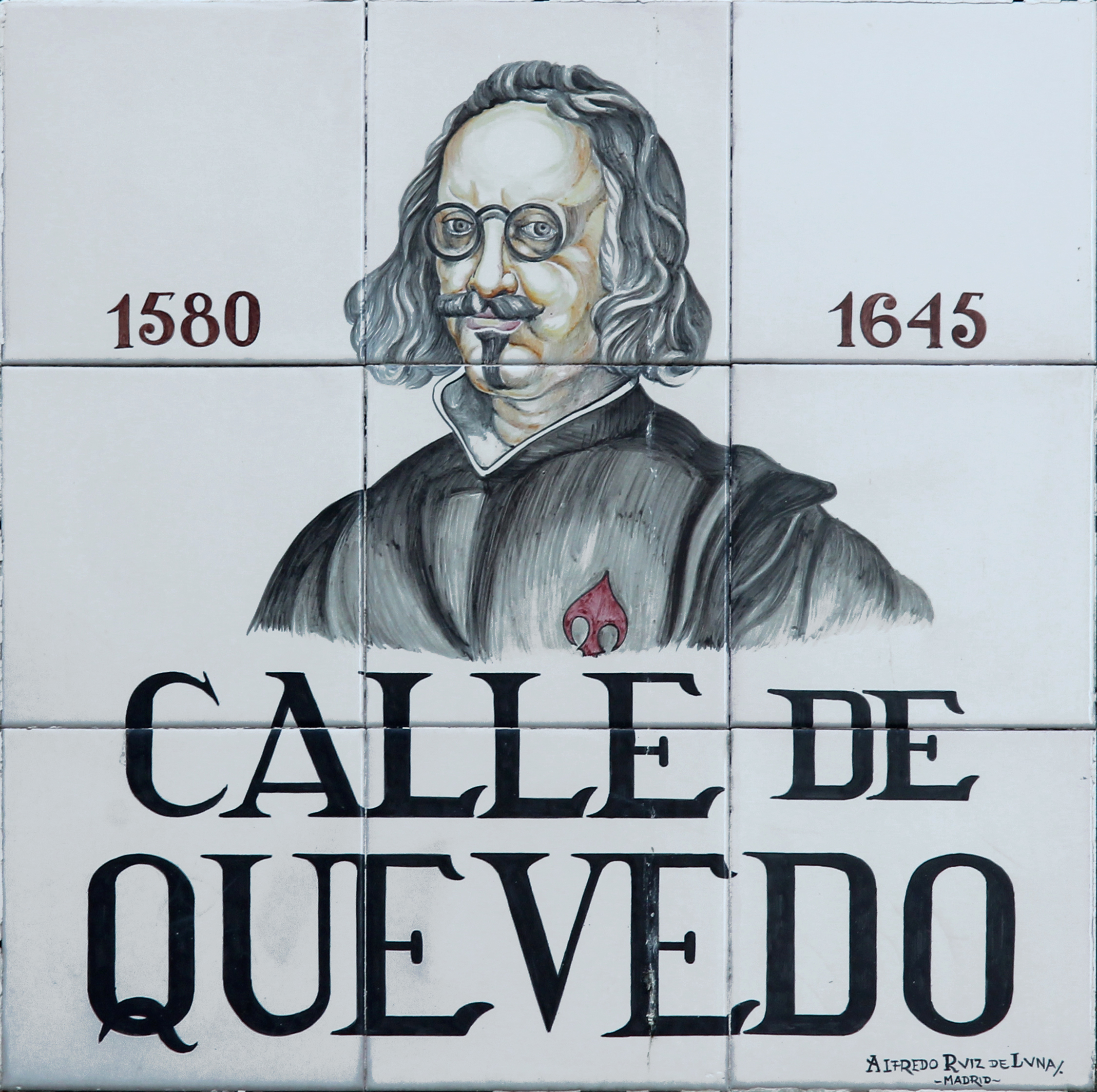
Azulejería urbana del Madrid antiguo, obra del ceramista Ruiz de Luna.

La calle de Quevedo es una pequeña vía pública de la ciudad española de Madrid, situada en el barrio de Cortes, distrito Centro, que une la calle de Cervantes con la de Lope de Vega, configurando uno de los grandes enclaves literarios del Madrid de los Austrias, dentro del Barrio de las Letras. Antes se llamó calle del Niño (y también del Buen Pastor), hasta que en 1848 tomó el nombre del maestro del Conceptismo del Siglo de Oro Español, que tuvo casa en propiedad en el número 9. En su número 5 se documenta el nacimiento del nobel de literatura José Echegaray.

## Historia
El origen legendario de la antigua calle del Niño queda recogido en varios libros-callejero de la historia de las calles de Madrid. En uno de los más amenos y cuidados, Pedro de Répide anota que le vino el nombre por la imagen macabra del martirio del Santo Niño de La Guardia que Mariana Romero tenía en una capilla de su casa en esta calle, tras su estancia en el vecino convento de Trinitarias, y por la que tuvo gran devoción el beato Simón de Rojas, que la visitaba con frecuencia.

### La casa de Quevedo
Ramón Mesonero Romanos, otro ilustre cronista madrileño, considerado padre del Cuerpo de Cronistas, facilita datos minuciosos sobre la vivienda que compró y habitó Francisco de Quevedo y Villegas en esta calle que con el tiempo tomaría su nombre.

"En el Registro primitivo de Aposento de 1651, dice así, aunque sin designarla fijamente por no estar efectuada todavía la numeración: «Traviesa de la calle del Niño a la de las Huertas; una casa de don Francisco de Quevedo, que fue de María de la Paz y fue compuesta y tasada en 30 ducados.» Y en la Visita general practicada a mediados del siglo pasado dice: «Manzana 229, número 4, pertenece a don Francisco Moradillo; se compone de tres sitios; el primero fue de don Francisco de Quevedo y doña María de la Paz en 3,750 mrs. y los réditos de 130 ducados, con los que la privilegió don Francisco de Quevedo, y de los herederos de Juan Perez, que los compuso el licenciado don Juan Perez de Espinosa, con 18 ducados en 3o de agosto de 1752. Tiene su fachada a la calle del Niño 49 pies y su todo 7,917, renta 1,900 rs., carga 11,952 maravedises.»

Quiere decir que dicha accesoria de la calle de Cantaranas (en el solar que hoy se ha construido la casa del señor Arango) pudo ser segregada después de la de Quevedo, que es la de la calle del Niño, número 9 nuevo ya citado".
 Ramón de Mesonero Romanos (1861)

Durante gran parte del siglo XX, el edificio que luego ocupó este solar con el número 9 de la calle fue sede de la editorial El Magisterio Español.